# 小行星1884
小行星1884（1884 Skip）是一颗围绕太阳公转的小行星。1943年3月2日，瑪格麗特·盧吉埃在尼斯发现了此天体。
該小行星以美國天文學家岡特·「史奇普」·史瓦茲（Gunter "Skip" Schwartz）命名。
这颗小行星的绝对星等为110.96659等。